# Quận Saline, Missouri

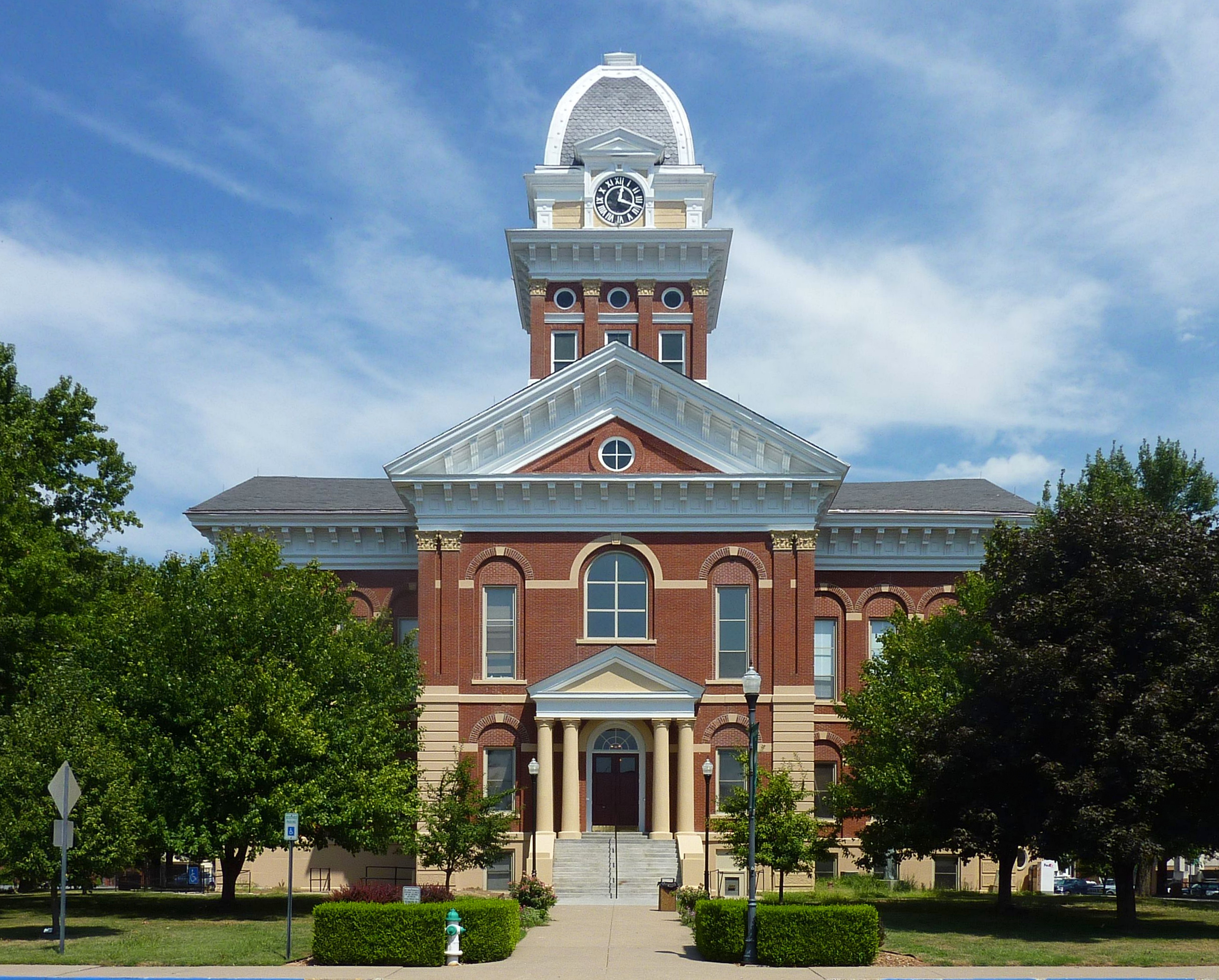
Tòa án quận Saline tại Marsall,Missouri

Quận Saline là một quận thuộc tiểu bang Missouri, Hoa Kỳ. Theo điều tra dân số năm 2010 của Cục điều tra dân số Hoa Kỳ, quận có dân số 23.370 người 2. Quận lỵ đóng ở Marshall.6

## Địa lý
Theo Cục điều tra dân số Hoa Kỳ, quận có tổng diện tích 1990 km2, trong đó có 30 km2 là diện tích mặt nước.